# Вачейшвілі Давид Вісаріонович
Давид Вісаріонович Вачейшвілі (18?? — 19??) — грузинський державний діяч, дипломат.

## Життєпис
З січня 1918 року у зв'язку з від'їздом, військового комісара при уряді УНР Івана Лордкіпанідзе, став виконувати його обов'язки.
9 січня 1918 року Давид Вісаріонович звернувся до міністра закордонних справ Олександра Шульгина з проханням дозволити громадянам Грузії зберегти особисту зброю для самозахисту. При цьому грузинський військовий комісар зауважував, що в його країні «проживає не одна тисяча громадян-українців, котрі жодних обмежень громадянських прав ще не підлягали і підлягати не будуть».
13 січня 1918 року у Києві було створено Грузинський військовий комісаріат. Уряд УНР визнавав його повноважним органом Національної Ради Грузії.
У квітні 1918 року військовим комісаром Грузії в Україні було призначено Никодима Брегвадзе, а Давид Вачейшвілі став його заступником.
4 (17) липня 1918 року грузинський прем'єр-міністр Ное Жорданія надіслав листа міністру закордонних справ Дмитру Дорошенко, у якому повідомлялося, що його уряд «призначив своїм представником при українському Уряді громадянина Віктора Васильовича Тевзая і його заступником — Давида Вісаріоновича Вачейшвілі, котрим і надані особливі повноваження»
У вересні 1918 року після відкриття дипломатичного представництва Грузії в Києві, отримав посаду заступника посла Віктора Тевзая.